# ザ・サンデー千葉市
『ザ・サンデー千葉市』（ザ・サンデーちばし）は、千葉テレビ放送（チバテレ）で放送されている千葉市の広報番組。ハイビジョン制作。

## 概要
リポーターが千葉市内での催しや市内の話題などを紹介する。
番組は1992年度から放送。同様の広報番組として、1983年度から1987年度まで放送されていた『こんにちは千葉市』、1988年度から1991年度まで放送されていた『ちばしランダム情報』がある。

## 放送時間
いずれも日本標準時。番組は長らく毎週の放送を行っていたが、2010年からは月に1回の放送となっている。1月の第1日曜日が正月三が日に該当する場合、替わって第2日曜日の放送となる。
- 毎週日曜日 11:45 - 11:55 （2009年4月5日 - 2010年3月28日）
- 毎月第1日曜日 9:00 - 9:20 （2010年4月4日 - 2012年3月4日）
- 毎月第1日曜日 9:00 - 9:15 （2012年4月1日 - ）

## 出演者
- 大鋸友紀（チバテレアナウンサー）
- 深山奈優
- 佐々木若葉

## 過去の出演者
- にしおかすみこ - リポーター
- 佐々木仁子
- 浅井夏海
- KUROKO
- 藤田理恵
- 飯島杏菜
- 菅原えり（ - 2011年3月）
- 宮脇理恵子（ - 2011年3月）
- 杉山明子（2011年4月 - 2012年3月） - 進行
- 久野知美（2011年4月 - 2012年3月） - リポーター
- 遠藤恭葉（2011年4月 - 2012年3月） - リポーター
- 前林里佳子（2012年4月 - 2013年3月） - リポーター
- 福田樹（2012年4月 - 2015年3月） - リポーター
- 延時成実（2013年4月 - 2015年3月） - リポーター
- 笠井さやか（2012年4月 - 2017年3月） - 進行。2013年3月まではチバテレのアナウンサーであった。アナウンサー契約の終了後にも引き続き番組に出演。
- 高松祥子（2017年4月 - 2018年3月） - 進行
- 山口恵里奈（2015年4月 - ） - リポーター
- 吉永実夏（2015年4月 - ） - リポーター
- 竹内里奈（2018年4月 - ） - 進行（2022年3月まではチバテレのアナウンサーであった。アナウンサー契約の終了後にも引き続き番組に出演。）
- 梅本美優（2017年4月 - ） - リポーター
- 内藤小也華（2017年4月 - ） - リポーター